# Norwich (Vermont)
Norwich es un municipio situado en el condado de Windsor, Vermont, Estados Unidos. Tiene una población estimada, a mediados de 2023, de 3643 habitantes.

## Geografía
Está ubicado en las coordenadas 43°46′39″N 72°19′26″O / 43.77750, -72.32389 (43.777633, -72.324007).

## Demografía
Según la estimación 2018-2022 de la Oficina del Censo, los ingresos medios de los hogares son de $131,181 y los ingresos medios de las familias son de $149,688.  Alrededor del 5.4% de la población está por debajo de la línea de pobreza.